# 大隈塾
大隈塾（おおくまじゅく）は、早稲田大学エクステンションセンターが主宰する講座のひとつ。塾頭は田原総一朗。

## 概要
大隈塾は早稲田大学エクステンションセンターの講座のひとつで、田原総一朗らマスメディアの一線にいるジャーナリストらが中心となり、次世代の主導者、ネクスト・リーダー養成を目的として運営されている。大隈塾では、募集対象は社会人を優先とし、大学院生も含めた社会人・学生となっており、学部生を対象とした21世紀日本の構想、当該講座修了者を対象とした大隈塾演習、社会人・大学院生を対象としたネクストリーダー・プログラムからなる。

## 大隈塾ネクストリーダー・プログラム
大隈塾ネクストリーダー・プログラムは、同塾21世紀日本の構想、大隈塾演習の上級講座である。従来、早稲田大学の学生を対象とした21世紀日本の構想、大隈塾演習と異なり、同プログラムは一般の社会人、大学院生にも開放されており、審査に合格した者のみ受講可能であった。しかし、現在は同プログラムが商学学術院に移行しており、なおかつ、受講生は企業派遣に限定されている。なお、現在の講座事務局は早稲田大学関連企業である、早稲田総研インターナショナルが担当している。
カリキュラムは政財官界の講師を招いての講義、その他、ディベート、合宿などが中心であり、一年間の教育の後、修了となる。なお、大隈塾ネクスト・リーダープログラムの修了生には大隈塾フェローの称号が贈呈される。当該修了生はOB・OG組織である大隈塾フェローの会を構成し、塾の講義にオブザーバーとして参加することができる。
| 正式名称     | 早稲田大学大隈塾ネクストリーダー・プログラム       |
| 創立者       | 田原総一朗                                         |
| 創立年次     | 2002年4月                                          |
| 沿革・前身   | 早稲田大学エクステンションセンターの講座として発足 |
| 塾頭         | 田原総一朗                                         |
| 講師         | 高野孟、岸井成格                                   |
| 理念         | 時代を揺さぶるリーダーを創る                       |
| 修了年限     | 1年                                                |
| 修了者の称号 | 大隈塾フェロー                                     |
| OB・OG組織   | 大隈塾フェローの会                                 |

## 参加企業

### 2006年度以降参加企業
- あいおい損害保険株式会社
- 味の素株式会社
- 伊藤忠商事株式会社
- 株式会社伊藤園
- 株式会社NTTドコモ
- NTTデータ株式会社
- 株式会社大林組
- 株式会社カヌチャベイリゾート キヤノン
- 株式会社共立メンテナンス
- キリンビール株式会社
- 廣告社株式会社
- コナミ株式会社
- 株式会社資生堂
- 清水建設株式会社
- 株式会社新生銀行
- セコム株式会社
- 株式会社セブン-イレブン・ジャパン
- 全日本空輸株式会社
- ソニー株式会社
- 株式会社髙島屋
- 株式会社丹青社
- 株式会社電通総研
- 東海旅客鉄道株式会社
- 東京海上日動火災保険株式会社
- 株式会社東急コミュニティー
- 東急建設株式会社
- 株式会社東芝
- 日本サムスン株式会社
- 財団法人日本サッカー協会
- 日本電気株式会社
- 野村證券株式会社
- 株式会社前川製作所
- 株式会社みずほコーポレート銀行
- 三菱商事株式会社
- ヤングスチール株式会社
- 大塚製薬株式会社
- エーザイ株式会社
- キヤノン株式会社
- サントリー酒類株式会社
- ソニーマーケティング株式会社
- 株式会社電通
- 三井不動産株式会社

## 刊行物
- 田原総一朗『早稲田大学「大隈塾」講義録　上』(2005年、ダイヤモンド社)
- 田原総一朗『田原総一朗の早大「大隈塾」講義録 2005　経済編』(2005年、ダイヤモンド社)
- 田原総一朗『田原総一朗の早大「大隈塾」講義録 2005 政治編』(2005年、ダイヤモンド社)
- 田原総一朗『誇りの持てる国　誇りの持てる生き方』(2007年、ダイヤモンド社)